# Europees kampioenschap voetbal 1984
Het Europees kampioenschap voetbal 1984 werd van 12 tot 27 juni 1984 gespeeld in Frankrijk.

## Kwalificatie
België kwalificeerde zich in 1984 voor de eindronde. Door de winst in de eerste vier wedstrijden (op een totaal van zes), was het al snel zo goed als zeker van kwalificatie. Zwitserland en Oost-Duitsland werden de nummers twee en drie.
Nederland stond met in totaal zes ruime overwinningen, een kleine nederlaag en een gelijkspel stevig bovenaan in de groep. De verwachting was dus dat het zich zou kwalificeren. Ook al zou Spanje vier dagen na Oranje's wedstrijd van Malta winnen, dan nog was het doelsaldo van Nederland (+16 tegenover +5) niet in te halen, zo was iedereen overtuigd. Het onwaarschijnlijke gebeurde echter: Spanje won met 12-1, kwam op een gelijk doelsaldo en ging verder op basis van het gemaakte aantal doelpunten (+24 tegen +22).

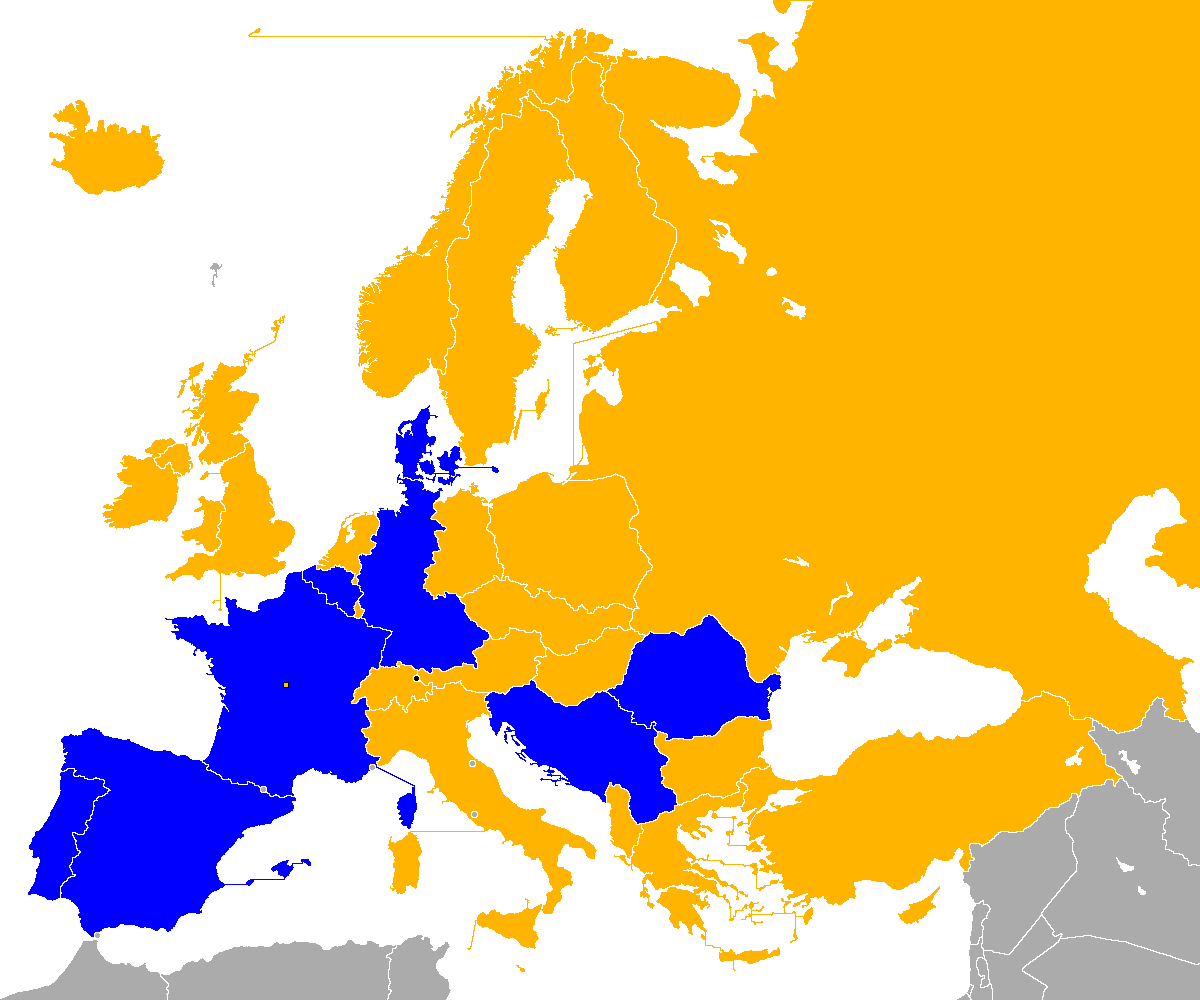
Gekwalificeerd
Niet gekwalificeerd
Geen UEFA-lid

| Land           | Kwalificatie als | Eerdere deelnames aan EK1 |
| -------------- | ---------------- | ------------------------- |
| Frankrijk      | Gastland         | 1 (1960)                  |
| België         | Winnaar groep 1  | 2 (1976, 1980)            |
| Portugal       | Winnaar groep 2  | 0 (debuut)                |
| Denemarken     | Winnaar groep 3  | 1 (1964)                  |
| Joegoslavië    | Winnaar groep 4  | 3 (1960,1968, 1972)       |
| Roemenië       | Winnaar groep 5  | 0 (debuut)                |
| West-Duitsland | Winnaar groep 6  | 3 (1972, 1976, 1980)      |
| Spanje         | Winnaar groep 7  | 2 (19641,1980)            |

1 Een vetgedrukt jaartal betekent een kampioenschap tijdens dat toernooi.

## Stadions
| Lens                                    | Nantes                                                        | Lyon                                                          |                                                               |
| --------------------------------------- | ------------------------------------------------------------- | ------------------------------------------------------------- | ------------------------------------------------------------- |
| Stade Félix Bollaert Capaciteit: 43.500 | Stade de la Beaujoire Capaciteit: 52.923                      | Stade Gerland Capaciteit: 41.180                              |                                                               |
| Stade_Felix-Bollaert                    | Stade_de_la_Beaujoire                                         | Stade-Gerland                                                 |                                                               |
| Marseille                               | · Marseille Straatsburg Saint-Étienne Lens Nantes Lyon Parijs | · Marseille Straatsburg Saint-Étienne Lens Nantes Lyon Parijs | · Marseille Straatsburg Saint-Étienne Lens Nantes Lyon Parijs |
| Stade Vélodrome Capaciteit: 60.000      | · Marseille Straatsburg Saint-Étienne Lens Nantes Lyon Parijs | · Marseille Straatsburg Saint-Étienne Lens Nantes Lyon Parijs | · Marseille Straatsburg Saint-Étienne Lens Nantes Lyon Parijs |
| Stade Vélodrome                         | · Marseille Straatsburg Saint-Étienne Lens Nantes Lyon Parijs | · Marseille Straatsburg Saint-Étienne Lens Nantes Lyon Parijs | · Marseille Straatsburg Saint-Étienne Lens Nantes Lyon Parijs |
| Parijs                                  | Saint-Étienne                                                 | Straatsburg                                                   |                                                               |
| Parc des Princes Capaciteit: 48.400     | Stade Geoffroy-Guichard Capaciteit: 36.000                    | Stade de la Meinau Capaciteit: 40.860                         |                                                               |
| Paris-Parc-des-Princes                  | Stade Geoffroy-Guichards                                      | Stade de la Meinau                                            |                                                               |

## Loting
De loting vond plaats op dinsdag 10 januari 1984 in het Hilton-hotel in Parijs. Frankrijk was als gastland automatisch ingedeeld in Pot 1. West-Duitsland was in die pot ingedeeld als titelhouder. Ook Joegoslavië en Spanje genoten een beschermde status - zij konden niet tegen elkaar loten. De overige vier teams werden vrijuit geloot over de twee groepen.
| Pot 1 (groepshoofden)                             | Pot 2              | Pot 3                               |
| ------------------------------------------------- | ------------------ | ----------------------------------- |
| Frankrijk (gastland) West-Duitsland (titelhouder) | Joegoslavië Spanje | België Denemarken Portugal Roemenië |

## Groepsfase

### Groep A
Frankrijk werd op het laatste WK in de halve finale na strafschoppen uitgeschakeld door West-Duitsland. Het middenveld van dit team was opnieuw aanwezig op het EK, aangevuld met de meer verdedigend ingestelde Luis Fernández in plaats van Bernard Genghini. De doelpunten moesten vooral van de middenvelders komen, want de aanvallers scoorden weinig in de nationale ploeg. Verdedigend was Frankrijk aangevuld met een nieuwe doelman Joël Bats en de weer herstelde Patrick Battiston. In de eerste openingswedstrijd hadden de Fransen problemen met de Denen. Ze wonnen door een treffer van Michel Platini vlak voor tijd. De irritatie was hoog bij de Fransen en dat resulteerde in een wilde tackle van Yvon Leroux tegen Allan Simonsen, die zijn been brak en niet meer in actie kwam tijdens dit kampioenschap. In de slotfase kreeg Manuel Amoros rood na een kopstoot tegen Jesper Olsen. Hij werd voor drie wedstrijden geschorst.
Voor Joegoslavië liep het in de eindronde mis, Het verloor kansloos van België en Denemarken, met 2-0 en 5-0. Bij België was de achttienjarige net genaturaliseerde Italiaan Enzo Scifo net doorgebroken bij zijn club RSC Anderlecht en was de uitblinker in de wedstrijd tegen Joegoslavië. Alle toenmalige spelers van Standard Luik waren geschorst, omdat ze twee jaren eerder onder dwang van trainer Raymond Goethals de spelers van Thor Waterschei hadden omgekocht om kampioen te worden (zaak-Bellemans). België miste ervaring in de verdediging: aanvoerder Eric Gerets en Walter Meeuws konden niet mee naar Frankrijk. In Nantes werden de Rode Duivels onder de voet gelopen door Frankrijk: 5-0 na een ruststand van 3-0. Michel Platini was de grote man met drie doelpunten.
België moest winnen van Denemarken om de halve finales te halen. Het kwam op een 2-0-voorsprong door doelpunten van Jan Ceulemans en Frank Vercauteren. Vlak voor rust maakte Frank Arnesen uit een strafschop de aansluitingstreffer. Vlak na rust werd de wedstrijd beslist: Erwin Vandenbergh kwam alleen voor de doelman te staan, maar faalde alleen voor Ole Qvist, in het dagelijks leven politieman in Kopenhagen. Vlak erna scoorde invaller Kenneth Brylle de gelijkmaker, waarna Denemarken de wedstrijd overheerste. Vlak voor het einde maakte Preben Elkjær Larsen aan alle twijfel een einde: 3-2 voor Denemarken. Alle Deense doelpuntenmakers waren in dienst van Belgische clubs. Op dezelfde avond won Frankrijk met 3-2 van Joegoslavië met weer drie doelpunten van Michel Platini: een intikker, een kopgoal en een vrije trap.
| Land        | Wed | Win | Gel | Ver | DV | DT | +/− | Pnt |
| ----------- | --- | --- | --- | --- | -- | -- | --- | --- |
| Frankrijk   | 3   | 3   | 0   | 0   | 9  | 2  | 7   | 6   |
| Denemarken  | 3   | 2   | 0   | 1   | 8  | 3  | 5   | 4   |
| België      | 3   | 1   | 0   | 2   | 4  | 8  | –4  | 2   |
| Joegoslavië | 3   | 0   | 0   | 3   | 2  | 10 | –8  | 0   |

|                                                   |             |                        |            |                                                                                 |
| 12 juni 1984 «onderlinge duels» 20:30 uur (UTC+2) | Frankrijk   | 1 – 0                  | Denemarken | Parc des Princes, Parijs Toeschouwers: 47.570 Scheidsrechter: Volker Roth (FRG) |
| 12 juni 1984 «onderlinge duels» 20:30 uur (UTC+2) | Platini 78' | Verslag (UEFA) Verslag |            | Parc des Princes, Parijs Toeschouwers: 47.570 Scheidsrechter: Volker Roth (FRG) |

|                                                   |                          |                        |             |                                                                                        |
| 13 juni 1984 «onderlinge duels» 20:30 uur (UTC+2) | België                   | 2 – 0                  | Joegoslavië | Stade Félix Bollaert, Lens Toeschouwers: 41.774 Scheidsrechter: Erik Fredriksson (SWE) |
| 13 juni 1984 «onderlinge duels» 20:30 uur (UTC+2) | Vandenbergh 28' Grün 45' | Verslag (UEFA) Verslag |             | Stade Félix Bollaert, Lens Toeschouwers: 41.774 Scheidsrechter: Erik Fredriksson (SWE) |

|                                                   |                                                            |                        |        |                                                                                           |
| 16 juni 1984 «onderlinge duels» 17:15 uur (UTC+2) | Frankrijk                                                  | 5 – 0                  | België | Stade de la Beaujoire, Nantes Toeschouwers: 51.359 Scheidsrechter: Robert Valentine (SCO) |
| 16 juni 1984 «onderlinge duels» 17:15 uur (UTC+2) | Platini 4', 74' (pen.), 89' Giresse 33' Luis Fernández 43' | Verslag (UEFA) Verslag |        | Stade de la Beaujoire, Nantes Toeschouwers: 51.359 Scheidsrechter: Robert Valentine (SCO) |

|                                                   |                                                               |                        |             |                                                                                         |
| 16 juni 1984 «onderlinge duels» 20:30 uur (UTC+2) | Denemarken                                                    | 5 – 0                  | Joegoslavië | Stade de Gerland, Lyon Toeschouwers: 24.736 Scheidsrechter: Augusto Lamo Castillo (ESP) |
| 16 juni 1984 «onderlinge duels» 20:30 uur (UTC+2) | Arnesen 8', 69' (pen.) Berggreen 16' Elkjær 82' Lauridsen 84' | Verslag (UEFA) Verslag |             | Stade de Gerland, Lyon Toeschouwers: 24.736 Scheidsrechter: Augusto Lamo Castillo (ESP) |

|                                                   |                       |                        |                                    |                                                                                               |
| 19 juni 1984 «onderlinge duels» 20:30 uur (UTC+2) | Frankrijk             | 3 – 2                  | Joegoslavië                        | Stade Geoffroy-Guichard, Saint-Étienne Toeschouwers: 47.589 Scheidsrechter: André Daina (SUI) |
| 19 juni 1984 «onderlinge duels» 20:30 uur (UTC+2) | Platini 59', 62', 77' | Verslag (UEFA) Verslag | 32' Šestić 84' (pen.) D. Stojković | Stade Geoffroy-Guichard, Saint-Étienne Toeschouwers: 47.589 Scheidsrechter: André Daina (SUI) |

|                                                   |                                          |                        |                               |                                                                                         |
| 19 juni 1984 «onderlinge duels» 20:30 uur (UTC+2) | Denemarken                               | 3 – 2                  | België                        | Stade de la Meinau, Straatsburg Toeschouwers: 36.911 Scheidsrechter: Adolf Prokop (GDR) |
| 19 juni 1984 «onderlinge duels» 20:30 uur (UTC+2) | Arnesen 41' (pen.) Brylle 60' Elkjær 84' | Verslag (UEFA) Verslag | 26' Ceulemans 39' Vercauteren | Stade de la Meinau, Straatsburg Toeschouwers: 36.911 Scheidsrechter: Adolf Prokop (GDR) |

### Groep B
In tegenstelling tot groep A vielen in deze groep nauwelijks doelpunten. Bij titelverdediger West-Duitsland werd vooral de komst van doelman Harald Schumacher met spanning tegemoet gezien na de veelbesproken botsing met Fransman Patrick Battiston op het WK in 1982. Schumacher werd constant uitgefloten, maar speelde een uitstekend toernooi. Dat was hard nodig, want met name op het middenveld ontbeerde Duitsland elke vorm van creativiteit, Breitner was gestopt, Schuster zou nooit meer voor de nationale ploeg uitkomen en Magath was gepasseerd. Door gebrek aan alternatief werd topaanvaller Karl-Heinz Rummenigge op het middenveld geposteerd, Rudi Völler nam zijn plaats over in de aanval. Tegen Portugal was de ploeg niet opgewassen tegen het sterke Portugese middenveld, waar de kleine dribbelaar Ferenando Chalana veel indruk maakte, maar omdat Portugal aanvallend niet veel voorstelde bleef het 0-0. Ook de wedstrijd tegen Roemenië was weinig verheffend, maar er werd in ieder geval met 2-1 gewonnen dankzij twee treffers van Völler en een prima redding van Schumacher aan het einde van de wedstrijd.
Omdat alle andere wedstrijden eindigden in een gelijkspel had West Duitsland in hun laatste wedstrijd tegen Spanje genoeg aan een gelijkspel. Duitsland speelde veel beter dan in de eerste twee wedstrijden en Hans-Peter Briegel en Andreas Brehme schoten op paal en lat. De beste kans was voor Spanje, maar Schumacher stopte een strafschop van Carrasco. In de tweede helft was er nog één geslaagde actie van Rummenigge, maar de Spaanse doelman Luis Arconada redde bekwaam. Omdat Portugal-Roemenië ook op 0-0 leek te eindigen, waren beide ploegen bij een eindstand van 0-0 geplaatst en deden het rustig aan. Plotseling scoorde de ervaren invaller Nené 1-0 voor Portugal en moest Spanje nu winnen om zich te plaatsen. Spanje ging strijden voor hun laatste kans en in de laatste minuut scoorde Maceda de winnende treffer. West-Duitsland was verslagen en bij terugkomst op het vliegveld in Frankfurt hing er een spandoek: "Derwall raus". Jupp Derwall werd ontslagen en opgevolgd door Franz Beckenbauer.
| Land           | Wed | Win | Gel | Ver | DV | DT | +/− | Pnt |
| -------------- | --- | --- | --- | --- | -- | -- | --- | --- |
| Spanje         | 3   | 1   | 2   | 0   | 3  | 2  | 1   | 4   |
| Portugal       | 3   | 1   | 2   | 0   | 2  | 1  | 1   | 4   |
| West-Duitsland | 3   | 1   | 1   | 1   | 2  | 2  | 0   | 3   |
| Roemenië       | 3   | 0   | 1   | 2   | 2  | 4  | –2  | 1   |

|                                                   |                        |       |          |                                                                                             |
| 14 juni 1984 «onderlinge duels» 17:15 uur (UTC+2) | West-Duitsland         | 0 – 0 | Portugal | Stade de la Meinau, Straatsburg Toeschouwers: 44.707 Scheidsrechter: Romualdas Yushka (URS) |
| 14 juni 1984 «onderlinge duels» 17:15 uur (UTC+2) | Verslag (UEFA) Verslag |       |          | Stade de la Meinau, Straatsburg Toeschouwers: 44.707 Scheidsrechter: Romualdas Yushka (URS) |

|                                                   |            |                        |                     |                                                                                                 |
| 14 juni 1984 «onderlinge duels» 20:30 uur (UTC+2) | Roemenië   | 1 – 1                  | Spanje              | Stade Geoffroy-Guichard, Saint-Étienne Toeschouwers: 16.972 Scheidsrechter: Alexis Ponnet (BEL) |
| 14 juni 1984 «onderlinge duels» 20:30 uur (UTC+2) | Bölöni 35' | Verslag (UEFA) Verslag | 22' (pen.) Carrasco | Stade Geoffroy-Guichard, Saint-Étienne Toeschouwers: 16.972 Scheidsrechter: Alexis Ponnet (BEL) |

|                                                   |                 |                        |           |                                                                                  |
| 17 juni 1984 «onderlinge duels» 17:15 uur (UTC+2) | West-Duitsland  | 2 – 1                  | Roemenië  | Stade Félix Bollaert, Lens Toeschouwers: 31.787 Scheidsrechter: Jan Keizer (NED) |
| 17 juni 1984 «onderlinge duels» 17:15 uur (UTC+2) | Völler 25', 66' | Verslag (UEFA) Verslag | 46' Coraş | Stade Félix Bollaert, Lens Toeschouwers: 31.787 Scheidsrechter: Jan Keizer (NED) |

|                                                   |           |                        |                |                                                                                      |
| 17 juni 1984 «onderlinge duels» 20:30 uur (UTC+2) | Portugal  | 1 – 1                  | Spanje         | Stade Vélodrome, Marseille Toeschouwers: 24.364 Scheidsrechter: Michel Vautrot (FRA) |
| 17 juni 1984 «onderlinge duels» 20:30 uur (UTC+2) | Sousa 52' | Verslag (UEFA) Verslag | 73' Santillana | Stade Vélodrome, Marseille Toeschouwers: 24.364 Scheidsrechter: Michel Vautrot (FRA) |

|                                                   |                |                        |            |                                                                                      |
| 20 juni 1984 «onderlinge duels» 20:30 uur (UTC+2) | West-Duitsland | 0 – 1                  | Spanje     | Parc des Princes, Parijs Toeschouwers: 47.691 Scheidsrechter: Vojtěch Christov (TCH) |
| 20 juni 1984 «onderlinge duels» 20:30 uur (UTC+2) |                | Verslag (UEFA) Verslag | 90' Maceda | Parc des Princes, Parijs Toeschouwers: 47.691 Scheidsrechter: Vojtěch Christov (TCH) |

|                                                   |          |                        |          |                                                                                        |
| 20 juni 1984 «onderlinge duels» 20:30 uur (UTC+2) | Portugal | 1 – 0                  | Roemenië | Stade de la Beaujoire, Nantes Toeschouwers: 24.464 Scheidsrechter: Heinz Fahnler (AUT) |
| 20 juni 1984 «onderlinge duels» 20:30 uur (UTC+2) | Nené 81' | Verslag (UEFA) Verslag |          | Stade de la Beaujoire, Nantes Toeschouwers: 24.464 Scheidsrechter: Heinz Fahnler (AUT) |

## Knock-outfase
|  | Halve finale        | Halve finale |                  |       | Finale | Finale |
|  |                     |              |                  |       |        |        |
|  | 23 juni – Marseille |              |                  |       |        |        |
|  |                     |              |                  |       |        |        |
|  | Frankrijk           | 3            |                  |       |        |        |
|  | Frankrijk           | 3            | 27 juni – Parijs |       |        |        |
|  | Portugal            | 2            |                  |       |        |        |
|  | Portugal            | 2            | Frankrijk        | 2     |        |        |
|  | 24 juni – Lyon      |              | Frankrijk        | 2     |        |        |
|  |                     | Spanje       | 0                |       |        |        |
|  | Denemarken          | Spanje       | 0                | 1 (4) |        |        |
|  | Denemarken          |              |                  | 1 (4) |        |        |
|  | Spanje              | 1 (5)        |                  |       |        |        |
|  | Spanje              | 1 (5)        |                  |       |        |        |

### Halve finales
In de halve finale tegen Portugal speelde Didier Six voor zijn eigen publiek (Marseille): ook hij presteerde matig, spitsen scoorden niet in deze ploeg. Wel scoorde de op het laatste moment bij de selectie toegevoegde verdediger Domerque uit een vrije trap. Portugal bleef in de wedstrijd dankzij een paar goede reddingen van hun doelman Bento. Op het middenveld had het veelgeprezen middenrif van Frankrijk het zwaar tegen de Portugezen, vooral de kleine besnorde dribbelaar Chalana leefde zich uit. Portugal begon steeds meer risico's te nemen en zette de twee aanvallers Nenė en Gomes naast de alleenstaande aanvaller Jordão in. Dat betaalde zich uit, want Jordão scoorde een kwartier voor tijd de gelijkmaker na een voorzet van Chalana en in de verlenging gebeurde precies hetzelfde: 1-2 voor Portugal. Frankrijk leek verslagen, pas zes minuten voor tijd scoorde opnieuw Domerque de gelijkmaker, waarna de wedstrijd op strafschoppen leek af te stevenen. In de laatste minuut scoorde de voor de rest onzichtbare Michel Platini na goed doorzetten van Jean Tigana. Voor twee hoofdrolspelers was het de laatste keer, dat ze in de schijnwerpers stonden: Domerque verloor na het EK zijn basisplaats weer aan de toen geschorste Manuel Amoros, Chalana verdiende door zijn glansrol een transfer naar Girondins de Bordeaux, waar hij ook door veel blessures nooit zijn belofte kon waarmaken. De wedstrijd is de geschiedenis in gegaan als een van de beste EK-wedstrijden aller tijden.
De andere halve finale was een botsing van twee stijlen: het avontuurlijke Deense - tegen het berekenbare Spaanse voetbal. In de eerste helft kwam Denemarken op voorsprong: doelman Arconada kon een kopkans Preben Elkjær Larsen half verwerken, waarvan Søren Lerby profiteerde. Denemarken was in de eerste helft beter, waarbij Frank Arnesen de lat raakte. In de tweede helft kwam Spanje steeds beter in de wedstrijd en halverwege de tweede helft maakte Maceda de gelijkmaker. In de verlenging bleef het kansen regenen voor beide teams, waarbij Klaus Berggreen bij Denemarken de rode kaart ontving. In de strafschoppenserie miste uitgerekend een van de beste spelers van het toernooi Preben Elkjær Larsen als enige. Spanje haalde de finale, maar zou in deze wedstrijd twee van zijn beste spelers missen vanwege een tweede gele kaart: Maceda en Gordillo waren geschorst voor de finale
|                                                   |                                 |                        |                 |                                                                                     |
| 23 juni 1984 «onderlinge duels» 20:00 uur (UTC+2) | Frankrijk                       | 3 – 2 (n.v.)           | Portugal        | Stade Vélodrome, Marseille Toeschouwers: 54.848 Scheidsrechter: Paolo Bergamo (ITA) |
| 23 juni 1984 «onderlinge duels» 20:00 uur (UTC+2) | Domergue 24', 114' Platini 119' | Verslag (UEFA) Verslag | 74', 98' Jordão | Stade Vélodrome, Marseille Toeschouwers: 54.848 Scheidsrechter: Paolo Bergamo (ITA) |

|                                                   |                                                |                        |                                   |                                                                                   |
| 24 juni 1984 «onderlinge duels» 20:00 uur (UTC+2) | Spanje                                         | 1 – 1 (n.v.)           | Denemarken                        | Stade de Gerland, Lyon Toeschouwers: 47.843 Scheidsrechter: George Courtney (ENG) |
| 24 juni 1984 «onderlinge duels» 20:00 uur (UTC+2) | Maceda 67'                                     | Verslag (UEFA) Verslag | 7' Lerby                          | Stade de Gerland, Lyon Toeschouwers: 47.843 Scheidsrechter: George Courtney (ENG) |
| 24 juni 1984 «onderlinge duels» 20:00 uur (UTC+2) | Strafschoppen                                  |                        |                                   | Stade de Gerland, Lyon Toeschouwers: 47.843 Scheidsrechter: George Courtney (ENG) |
| 24 juni 1984 «onderlinge duels» 20:00 uur (UTC+2) | Santillana Señor Urquiaga Víctor Muñoz Sarabia | 5–4                    | Brylle Olsen Laudrup Lerby Elkjær | Stade de Gerland, Lyon Toeschouwers: 47.843 Scheidsrechter: George Courtney (ENG) |

### Finale
|                                                   |                         |                        |        |                                                                                      |
| 27 juni 1984 «onderlinge duels» 20:00 uur (UTC+2) | Frankrijk               | 2 – 0                  | Spanje | Parc des Princes, Parijs Toeschouwers: 47.368 Scheidsrechter: Vojtěch Christov (TCH) |
| 27 juni 1984 «onderlinge duels» 20:00 uur (UTC+2) | Platini 57' Bellone 90' | Verslag (UEFA) Verslag |        | Parc des Princes, Parijs Toeschouwers: 47.368 Scheidsrechter: Vojtěch Christov (TCH) |

| UEFA Europees kampioenschap voetbal Winnaar 1984 |
| ------------------------------------------------ |
| FRANKRIJK 1ste titel                             |

## Doelpuntenmakers
9 doelpunten
- Michel Platini

3 doelpunten
- Frank Arnesen

2 doelpunten
- Preben Elkjær
- Jean-François Domergue
- Rui Jordão
- Antonio Maceda
- Rudi Völler

1 doelpunt
- Jan Ceulemans
- Georges Grün
- Erwin Vandenbergh
- Frank Vercauteren
- Klaus Berggreen
- Kenneth Brylle
- John Lauridsen
- Søren Lerby
- Bruno Bellone
- Luis Fernández
- Alain Giresse
- Nené
- António Sousa
- László Bölöni
- Marcel Coraş

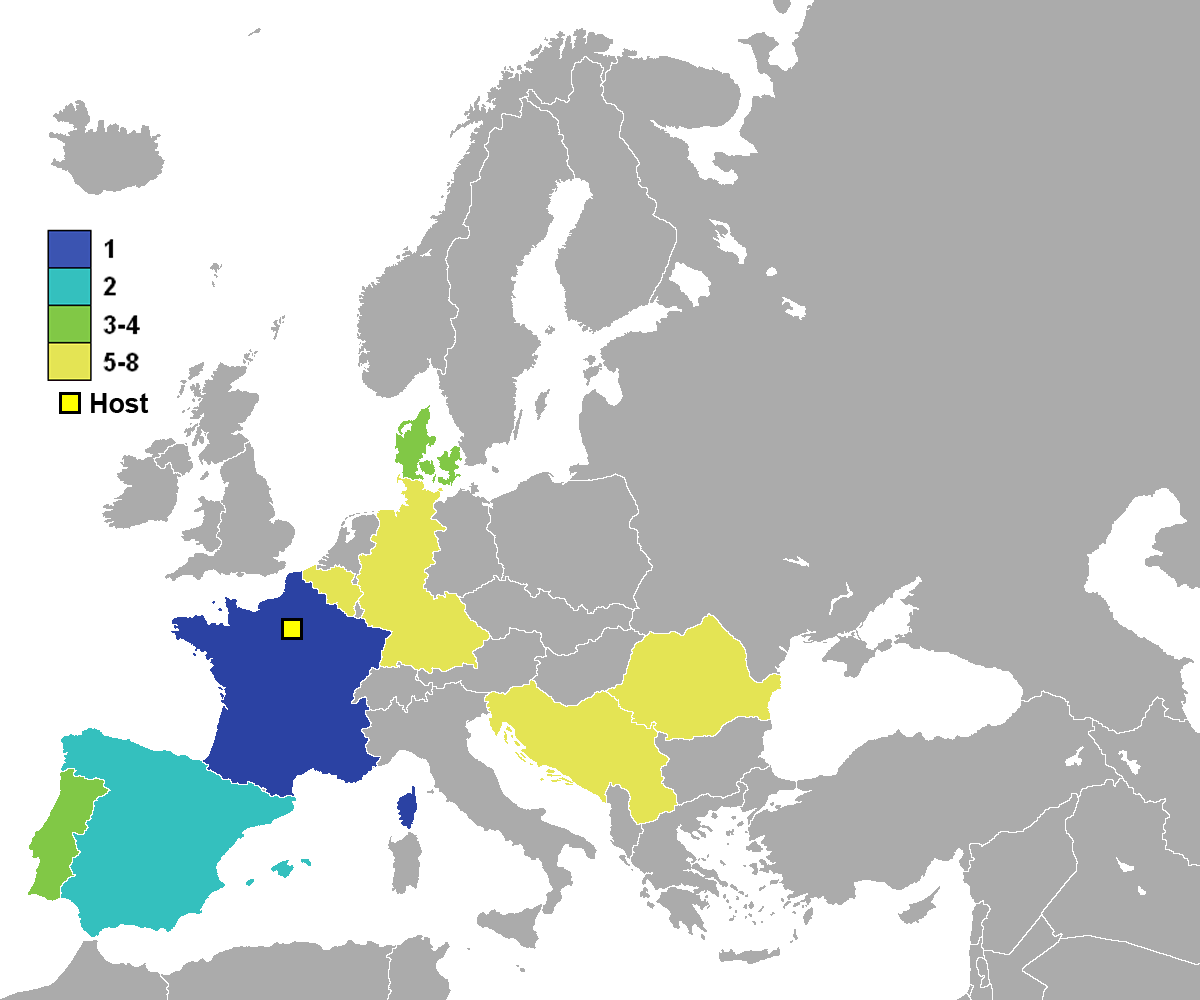
Resultaten

- Francisco José Carrasco
- Santillana
- Miloš Šestić
- Dragan Stojković